# Underneath Your Clothes
«Underneath Your Clothes» (укр. «Під свій одяг») — третій сингл колумбійської співачки Шакіри з альбому «Laundry Service», випущений у 2002 році лейблом Epic.
За інформацією Yahoo! Music пісня є однією з найбільш продаваних синглів 2000-х з об'ємом продажів понад 5 млн примірників .

## Інформація
«Underneath Your Clothes» — пісня про кохання. Вона розповідає історію про шалене кохання жінки до свого бойфренда.

## Відеокліп
Кліп спродюсований американським фотографом Гербом Ріттсом (англ. Herb Ritts), який став для нього передостаннім перед смертю.
На початку відео співачка сідає до автобусу, де починає співати. Поперемінно з'являються чорно-білі кадри. Шакіра прощається з чоловіком, обличчя якого не видно, і йде. Потім з'являються кадри, як Шакіра йде по готелю. Співачка співає не сцені, потім знову зустрічається з тим чоловіком і вони обіймаються. Далі вона лежить на ліжку, тримаючи слухаючи телефонну трубку. Відео закінчується обіймами Шакіри з чоловіком і чорно білими кадрами.

## Кавер версії
- Кіган Росс на Even Better Than the Real Thing Vol. 1.
- Лінда Стін на Idol (Norway) 2007 [Архівовано 15 липня 2011 у Wayback Machine.].
- Емі Даймонд у Super Troupers' компіляційному альбомі.
- Руж португальською мовою.
- Діана у Operación Triunfo Series 7.
- Шакіра з німецьким гуртом Big Soul на фіналі німецької версії Ікс-Фактора.

## Список композиції
Основні версії «Underneath Your Clothes»:
| CD maxi 1. «Underneath Your Clothes» (альбомна версія) — 3:44 2. «Underneath Your Clothes» (акустична версія) — 3:55 3. «Underneath Your Clothes» (радіо ремікс від Mendez club) — 3:24 4. «Underneath Your Clothes» (клубаний ремікс від Thunderpuss) — 6:52 5. «Underneath Your Clothes» (відео) | CD single 1. «Underneath Your Clothes» (альбомна версія) — 3:44 2. «Underneath Your Clothes» (акустична версія) — 3:55 |

## Офіційні ремікси
1. «Underneath Your Clothes» (Acoustic Live Vox Version)
2. «Underneath Your Clothes» (Bastone & Burnz Mix)
3. «Underneath Your Clothes» (Fairlite Remix)
4. «Underneath Your Clothes» (Lester Mendez Club Mix)
5. «Underneath Your Clothes» (Lester Mendez Club Mix Radio Edit)
6. «Underneath Your Clothes» (Lester Mendez Dub Mix)
7. «Underneath Your Clothes» (The Xquizit Dj X D&D Dub Mix)
8. «Underneath Your Clothes» (The Xquizit Dj X D&D Vocal Remixes)
9. «Underneath Your Clothes» (Thunderpuss Club Mix)
10. «Underneath Your Clothes» (Thunderpuss Club Radio Edit)
11. «Underneath Your Clothes» (Thunderpuss Club Video Edit Mix)
12. «Underneath Your Clothes» (Thunderpuss Radio Edit)
13. «Underneath Your Clothes» (Thunderdub)
14. «Underneath Your Clothes» (Thunderpuss Tribe-A-Pella)

## Чарти
| Чарт                                | Найвища позиція |
| ----------------------------------- | --------------- |
| Австралія (ARIA)                    | 1               |
| Австрія (Ö3 Austria Top 75)         | 1               |
| Бельгія (Ultratop 50 Flanders)      | 1               |
| Бельгія (Ultratop 40 Wallonia)      | 7               |
| Канада (Canadian Hot 100)           | 11              |
| Данія (Tracklisten)                 | 4               |
| Фінляндія (Suomen virallinen lista) | 8               |
| Франція (SNEP)                      | 2               |
| Німеччина (Media Control Charts)    | 2               |
| Угорщина (Rádiós Top 40)            | 9               |
| Угорщина (Single Top 10)            | 1               |
| Ірландія (IRMA)                     | 1               |
| Італія (FIMI)                       | 3               |
| Нідерланди (Mega Single Top 100)    | 1               |
| Нова Зеландія (RIANZ)               | 2               |
| Норвегія (VG-lista)                 | 2               |
| Швеція (Sverigetopplistan)          | 3               |
| Швейцарія (Media Control Charts)    | 3               |
| США Billboard Hot 100               | 2               |
| Велика Британія (UK Singles Chart)  | 3               |
| США (Billboard Hot 100)             | 9               |
| США (Hot Dance Club Songs)          | 5               |
| США (Latin Pop Songs)               | 40              |
| США (Top 40 Mainstream)             | 4               |